# Convocazioni alla Volleyball Nations League femminile 2023
Elenco delle giocatrici convocate per la Volleyball Nations League 2023.

## Brasile
| N° | Nome                   | Ruolo | Data di nascita  | Squadra               |
| -- | ---------------------- | ----- | ---------------- | --------------------- |
| -  | José Roberto Guimarães | All   | 31 luglio 1954   | Barueri               |
| 2  | Diana Alecrim          | C     | 22 febbraio 1999 | Barueri               |
| 3  | Nyeme Costa            | L     | 11 ottobre 1998  | Minas                 |
| 4  | Lorena Viezel          | C     | 21 luglio 1999   | Bauru                 |
| 5  | Priscila Daroit        | S     | 10 agosto 1988   | Minas                 |
| 6  | Thaísa de Menezes      | C     | 15 maggio 1987   | Minas                 |
| 7  | Rosamaria Montibeller  | O     | 9 aprile 1994    | UYBA                  |
| 8  | Mácris Carneiro        | P     | 3 marzo 1989     | Fenerbahçe            |
| 9  | Roberta Ratzke         | P     | 28 aprile 1990   | ŁKS                   |
| 10 | Gabriela Guimarães     | S     | 19 maggio 1994   | VakıfBank             |
| 11 | Maiara Basso           | S     | 3 gennaio 1996   | Barueri               |
| 12 | Ana Cristina de Souza  | S     | 7 aprile 2004    | Fenerbahçe            |
| 14 | Natália de Araújo      | L     | 10 aprile 1997   | Osasco                |
| 15 | Ana Carolina da Silva  | C     | 8 aprile 1991    | Praia Clube           |
| 16 | Kisy do Nascimento     | O     | 28 gennaio 2000  | Minas                 |
| 17 | Júlia Bergmann         | S     | 21 febbraio 2001 | Georgia Tech          |
| 18 | Lorrayna da Silva      | O     | 19 giugno 1999   | Bergamo 1991          |
| 19 | Tainara Santos         | O     | 9 marzo 2000     | Praia Clube           |
| 20 | Laís Vasques           | L     | 12 febbraio 1996 | Rio de Janeiro        |
| 21 | Naiane Rios            | P     | 29 novembre 1994 | Pinheiros             |
| 24 | Lorenne Teixeira       | O     | 8 gennaio 1996   | Lokomotiv Kaliningrad |

## Bulgaria
| N° | Nome               | Ruolo | Data di nascita  | Squadra              |
| -- | ------------------ | ----- | ---------------- | -------------------- |
| -  | Lorenzo Micelli    | All   | 24 ottobre 1970  | Olympiakos           |
| 1  | Iveta Stančulova   | S     | 11 agosto 1997   | Vampula              |
| 4  | Polina Neykova     | P     | 7 ottobre 1998   | Saint-Raphaël        |
| 5  | Marija Jordanova   | S     | 25 maggio 2002   | Saint-Cloud Paris SF |
| 6  | Miroslava Paskova  | S     | 16 febbraio 1996 | Kuzeyboru            |
| 7  | Simona Nikolova    | O     | 29 luglio 1997   | Královo Pole         |
| 8  | Petja Barakova     | P     | 18 giugno 1994   | Hapoël Kfar Saba     |
| 9  | Elena Bečeva       | S     | 30 maggio 1998   | Arīs Salonicco       |
| 10 | Mira Todorova      | C     | 12 aprile 1994   | Târgoviște           |
| 11 | Marija Krivošijska | C     | 6 settembre 2001 | Marica               |
| 13 | Mila Paškuleva     | L     | 6 settembre 2003 | Marica               |
| 14 | Borislava Săjkova  | C     | 14 luglio 2000   | Argeș Pitești        |
| 17 | Radostina Marinova | O     | 2 ottobre 1998   | Saint-Cloud Paris SF |
| 21 | Monika Krăsteva    | S     | 9 maggio 1999    | Kanti                |
| 23 | Darija Ivanova     | S     | 2 aprile 2003    | CSKA Sofia           |
| 28 | Merelin Nikolova   | O     | 17 maggio 2003   | Argeș Pitești        |

## Canada
| N° | Nome                | Ruolo | Data di nascita  | Squadra           |
| -- | ------------------- | ----- | ---------------- | ----------------- |
| -  | Shannon Winzer      | All   | -                | -                 |
| 3  | Kiera Van Ryk       | O     | 6 gennaio 1999   | Türk Hava Yolları |
| 4  | Vicky Savard        | S     | 14 febbraio 1993 | Prometej          |
| 5  | Julia Murmann       | L     | 10 novembre 2002 | Toronto           |
| 6  | Jazmine White       | C     | 14 dicembre 1993 | Schweriner        |
| 7  | Layne Van Buskirk   | C     | 19 febbraio 1998 | PTSV Aachen       |
| 8  | Alicia Ogoms        | C     | 2 aprile 1994    | Terville Florange |
| 9  | Alexa Gray          | S     | 7 agosto 1994    | Imoco             |
| 11 | Andrea Mitrovic     | S     | 3 giugno 1999    | Karayolları       |
| 13 | Brie O'Reilly       | P     | 24 gennaio 1998  | Rio de Janeiro    |
| 14 | Hilary Howe         | S     | 16 giugno 1998   | PTSV Aachen       |
| 15 | Shainah Joseph      | O     | 15 maggio 1995   | Marcq-en-Barœul   |
| 16 | Caroline Livingston | S     | 2 aprile 1996    | Lamias 2013       |
| 17 | Kacey Jost          | L     | 15 febbraio 2000 | British Columbia  |
| 18 | Kim Robitaille      | P     | 16 ottobre 1991  | Potsdam           |
| 19 | Emily Maglio        | C     | 13 novembre 1996 | Türk Hava Yolları |
| 20 | Arielle Palermo     | L     | 9 novembre 2000  | -                 |
| 21 | Avery Heppell       | C     | 25 marzo 1998    | Vilsbiburg        |
| 26 | Quinn Pelland       | P     | 11 maggio 1999   | Mount Royal       |

## Cina
| N° | Nome          | Ruolo | Data di nascita  | Squadra  |
| -- | ------------- | ----- | ---------------- | -------- |
| -  | Cai Bin       | All   | 7 ottobre 1966   | -        |
| 1  | Yuan Xinyue   | C     | 12 dicembre 1996 | Tianjin  |
| 3  | Diao Linyu    | P     | 29 marzo 1994    | Jiangsu  |
| 4  | Yang Hanyu    | C     | 12 ottobre 1999  | Shandong |
| 5  | Gao Yi        | C     | 22 luglio 1998   | Shanghai |
| 6  | Gong Xiangyu  | O     | 21 aprile 1997   | Jiangsu  |
| 7  | Wang Yuanyuan | C     | 14 luglio 1997   | Tianjin  |
| 8  | Xu Xiaoting   | P     | 21 gennaio 1998  | Shanghai |
| 10 | Wang Yunlu    | S     | 20 maggio 1996   | Beijing  |
| 11 | Zhong Hui     | S     | 8 dicembre 1997  | Shanghai |
| 12 | Li Yingying   | S     | 19 febbraio 2000 | Tianjin  |
| 14 | Zheng Yixin   | O     | 6 maggio 1995    | Fujian   |
| 17 | Ni Feifan     | L     | 14 febbraio 2001 | Jiangsu  |
| 18 | Wang Mengjie  | L     | 14 novembre 1995 | Shandong |
| 23 | Du Qingqing   | O     | 18 dicembre 1996 | Shandong |

## Corea del Sud
| N° | Nome             | Ruolo | Data di nascita  | Squadra           |
| -- | ---------------- | ----- | ---------------- | ----------------- |
| -  | César Hernández  | All   | 24 ottobre 1977  | VakıfBank         |
| 1  | Kim Da-eun       | S     | 25 gennaio 2001  | Pink Spiders      |
| 2  | Lee Ju-ah        | C     | 21 agosto 2000   | Pink Spiders      |
| 3  | Yeum Hye-seon    | P     | 3 febbraio 1991  | KGC Ginseng       |
| 5  | Kim Da-in        | P     | 15 ottobre 1998  | Hyundai Hillstate |
| 6  | Park Eun-jin     | C     | 15 dicembre 1999 | KGC Ginseng       |
| 7  | Kim Ji-won       | P     | 26 ottobre 2001  | GS Caltex Seoul   |
| 8  | Shin Yeong-yeong | L     | 9 marzo 1994     | IBK Altos         |
| 12 | Moon Jung-won    | L     | 24 marzo 1992    | Korea Expressway  |
| 13 | Park Jeon-gah    | S     | 26 marzo 1993    | Korea Expressway  |
| 14 | Lee Da-hyeon     | C     | 11 novembre 2001 | Hyundai Hillstate |
| 16 | Jeong Ji-yun     | S     | 1º gennaio 2001  | Hyundai Hillstate |
| 17 | Jung Ho-young    | C     | 23 agosto 2001   | KGC Ginseng       |
| 18 | Kim Mi-youn      | S     | 5 marzo 1998     | Pink Spiders      |
| 19 | Pyo Seung-ju     | S     | 7 agosto 1992    | IBK Altos         |
| 71 | Moon Ji-yun      | O     | 25 luglio 2000   | GS Caltex Seoul   |
| 97 | Kang So-hwi      | S     | 18 luglio 1997   | GS Caltex Seoul   |

## Croazia
| N° | Nome              | Ruolo | Data di nascita   | Squadra              |
| -- | ----------------- | ----- | ----------------- | -------------------- |
| -  | Ferhat Akbaş      | All   | 12 aprile 1986    | Eczacıbaşı           |
| 1  | Karla Antunović   | P     | 27 marzo 2002     | HAOK Mladost         |
| 2  | Andrea Mihaljević | O     | 21 febbraio 2003  | HAOK Mladost         |
| 3  | Ema Strunjak      | C     | 24 settembre 1999 | Beşiktaş             |
| 4  | Božana Butigan    | C     | 19 agosto 2000    | Bergamo 1991         |
| 6  | Lea Deak          | P     | 27 aprile 2000    | Volero Zurigo        |
| 7  | Laura Miloš       | S     | 20 ottobre 1994   | Saint-Cloud Paris SF |
| 9  | Lucija Mlinar     | S     | 6 maggio 1995     | Edremit Altınoluk    |
| 10 | Dijana Karatović  | S     | 23 luglio 2003    | Kaštela              |
| 11 | Nina Strize       | O     | 14 novembre 2003  | Kaštela              |
| 12 | Josipa Marković   | S     | 25 gennaio 2001   | HAOK Mladost         |
| 13 | Samanta Fabris    | O     | 8 febbraio 1992   | Eczacıbaşı           |
| 14 | Martina Šamadan   | C     | 11 settembre 1993 | Neptunes de Nantes   |
| 15 | Viktoria Trcol    | C     | 18 settembre 2004 | HAOK Rijeka          |
| 16 | Barbara Đapić     | O     | 11 marzo 1995     | Olomouc              |
| 17 | Tia Kovčo         | L     | 31 ottobre 2005   | Split                |
| 19 | Izabela Štimac    | L     | 12 novembre 2000  | HAOK Mladost         |
| 20 | Natalia Tomić     | S     | 4 gennaio 2002    | Venelles             |
| 22 | Mirta Freund      | C     | 4 luglio 2002     | Wiesbaden            |

## Germania
| N° | Nome               | Ruolo | Data di nascita  | Squadra             |
| -- | ------------------ | ----- | ---------------- | ------------------- |
| -  | Vital Heynen       | All   | 12 giugno 1969   | Nilüfer             |
| 1  | Vanessa Agbortabi  | S     | 4 dicembre 1998  | Bahçelievler        |
| 2  | Pia Kästner        | P     | 29 giugno 1998   | Schweriner          |
| 3  | Annie Cesar        | L     | 26 aprile 1997   | PTSV Aachen         |
| 4  | Anna Pogany        | L     | 21 luglio 1994   | Schweriner          |
| 5  | Corina Glaab       | P     | 25 maggio 2000   | Erfurt              |
| 6  | Antonia Stautz     | S     | 15 dicembre 1993 | Erfurt              |
| 9  | Lina Alsmeier      | S     | 29 giugno 2000   | Schweriner          |
| 10 | Lena Stigrot       | S     | 20 dicembre 1994 | UYBA                |
| 12 | Hanna Orthmann     | S     | 3 ottobre 1998   | Türk Hava Yolları   |
| 14 | Marie Schölzel     | C     | 1º agosto 1997   | MTV Stoccarda       |
| 16 | Anastasia Cekulaev | C     | 1º luglio 2003   | Potsdam             |
| 18 | Leana Grozer       | S     | 23 aprile 2007   | MTV Stoccarda       |
| 20 | Emilia Weske       | O     | 26 marzo 2001    | Southern California |
| 21 | Camilla Weitzel    | C     | 11 giugno 2000   | Chieri '76          |
| 22 | Monique Strubbe    | C     | 5 luglio 2001    | Dresdner            |
| 25 | Rica Maase         | O     | 22 novembre 1999 | Potsdam             |

## Giappone
| N° | Nome             | Ruolo | Data di nascita  | Squadra               |
| -- | ---------------- | ----- | ---------------- | --------------------- |
| -  | Masayoshi Manabe | All   | 21 agosto 1963   | -                     |
| 1  | Miyu Nagaoka     | O     | 25 luglio 1991   | Hisamitsu Springs     |
| 2  | Kotona Hayashi   | S     | 13 novembre 1999 | JT Marvelous          |
| 3  | Sarina Koga      | S     | 21 maggio 1996   | NEC Red Rockets       |
| 4  | Mayu Ishikawa    | S     | 14 maggio 2000   | Toray Arrows          |
| 5  | Haruyo Shimamura | C     | 4 marzo 1992     | NEC Red Rockets       |
| 6  | Nanami Seki      | P     | 12 giugno 1999   | Toray Arrows          |
| 7  | Mika Shibata     | P     | 7 giugno 1994    | Vandœuvre Nancy       |
| 9  | Aya Watanabe     | C     | 23 aprile 1991   | Hitachi Astemo Rivale |
| 10 | Arisa Inoue      | S     | 8 maggio 1995    | Saint-Raphaël         |
| 11 | Nichika Yamada   | C     | 24 febbraio 2000 | NEC Red Rockets       |
| 12 | Satomi Fukudome  | L     | 23 novembre 1997 | Denso Airybees        |
| 15 | Manami Kojima    | L     | 7 novembre 1994  | NEC Red Rockets       |
| 16 | Yūka Meguro      | L     | 16 gennaio 1996  | JT Marvelous          |
| 17 | Mizuki Tanaka    | S     | 28 gennaio 1996  | JT Marvelous          |
| 20 | Mami Yokota      | C     | 10 dicembre 1997 | Denso Airybees        |
| 21 | Tamaki Matsui    | P     | 10 gennaio 1998  | Denso Airybees        |
| 23 | Airi Miyabe      | S     | 29 luglio 1998   | Victorina Himeji      |
| 24 | Mai Irisawa      | C     | 2 giugno 1999    | Hitachi Astemo Rivale |
| 29 | Minami Nishimura | L     | 23 marzo 2000    | Hisamitsu Springs     |
| 31 | Yuki Nishikawa   | S     | 4 settembre 2000 | JT Marvelous          |
| 34 | Ayaka Araki      | C     | 2 settembre 2001 | Hisamitsu Springs     |
| 37 | Yukiko Wada      | S     | 8 gennaio 2002   | JT Marvelous          |

## Italia
| N° | Nome                  | Ruolo | Data di nascita   | Squadra               |
| -- | --------------------- | ----- | ----------------- | --------------------- |
| -  | Davide Mazzanti       | All   | 15 ottobre 1976   | -                     |
| 2  | Alice Degradi         | S     | 10 aprile 1996    | UYBA                  |
| 3  | Francesca Villani     | S     | 30 maggio 1995    | Chieri '76            |
| 4  | Francesca Bosio       | P     | 7 agosto 1997     | Chieri '76            |
| 5  | Ilaria Battistoni     | P     | 22 aprile 1996    | AGIL                  |
| 7  | Eleonora Fersino      | L     | 24 gennaio 2000   | AGIL                  |
| 11 | Anna Danesi           | C     | 20 aprile 1996    | AGIL                  |
| 12 | Alessia Mazzaro       | C     | 19 settembre 1998 | Chieri '76            |
| 15 | Sylvia Nwakalor       | O     | 12 agosto 1999    | Firenze               |
| 16 | Sofia D'Odorico       | S     | 6 gennaio 1997    | Megavolley            |
| 17 | Myriam Sylla          | S     | 8 gennaio 1995    | Pro Victoria          |
| 19 | Federica Squarcini    | C     | 24 settembre 2000 | Imoco                 |
| 20 | Beatrice Parrocchiale | L     | 26 dicembre 1995  | Pro Victoria          |
| 21 | Loveth Omoruyi        | S     | 25 agosto 2002    | UYBA                  |
| 22 | Sara Panetoni         | L     | 6 maggio 2000     | Firenze               |
| 23 | Giulia Gennari        | P     | 23 giugno 1996    | Bergamo 1991          |
| 32 | Adhuoljok Malual      | O     | 14 novembre 2000  | Casalmaggiore         |
| 34 | Linda Nwakalor        | C     | 17 settembre 2002 | Wealth Planet Perugia |

## Paesi Bassi
| N° | Nome            | Ruolo | Data di nascita   | Squadra          |
| -- | --------------- | ----- | ----------------- | ---------------- |
| -  | Felix Koslowski | All   | 18 marzo 1984     | Schweriner       |
| 1  | Kirsten Knip    | L     | 14 settembre 1992 | Vilsbiburg       |
| 3  | Hester Jasper   | S     | 7 maggio 2001     | Potsdam          |
| 4  | Celeste Plak    | S     | 26 ottobre 1995   | Victorina Himeji |
| 5  | Jolien Knollema | S     | 5 gennaio 2003    | Firenze          |
| 7  | Juliët Lohuis   | C     | 10 settembre 1996 | Casalmaggiore    |
| 10 | Sarah van Aalen | P     | 21 gennaio 2000   | Potsdam          |
| 12 | Britt Bongaerts | P     | 3 novembre 1996   | MTV Stoccarda    |
| 13 | Jolijn de Haan  | S     | 3 ottobre 2002    | Sliedrecht       |
| 14 | Laura Dijkema   | P     | 18 febbraio 1990  | Helvia Recina    |
| 16 | Indy Baijens    | C     | 4 febbraio 2001   | Schweriner       |
| 17 | Iris Vos        | O     | 15 ottobre 2002   | Sliedrecht       |
| 19 | Nika Daalderop  | S     | 29 novembre 1998  | VakıfBank        |
| 21 | Britte Stuut    | C     | 11 gennaio 2003   | Vilsbiburg       |
| 23 | Eline Timmerman | C     | 30 19 1998        | MTV Stoccarda    |
| 24 | Vera Mulder     | O     | 14 settembre 2000 | Eurosped         |
| 25 | Florien Reesink | L     | 9 giugno 1998     | Potsdam          |
| 26 | Elles Dambrink  | O     | 22 giugno 2003    | Schweriner       |
| 27 | Iris Scholten   | O     | 15 novembre 1999  | Münster          |
| 33 | Nova Marring    | S     | 6 settembre 2001  | Asterix Avo      |

## Polonia
| N° | Nome                    | Ruolo | Data di nascita  | Squadra               |
| -- | ----------------------- | ----- | ---------------- | --------------------- |
| -  | Stefano Lavarini        | All   | 17 gennaio 1979  | AGIL                  |
| 1  | Maria Stenzel           | L     | 25 novembre 1998 | Chemik Police         |
| 5  | Agnieszka Kąkolewska    | C     | 17 ottobre 1994  | Chemik Police         |
| 6  | Kamila Ganszczyk        | C     | 2 dicembre 1991  | ŁKS                   |
| 7  | Monika Bociek           | O     | 6 aprile 1996    | Wealth Planet Perugia |
| 9  | Magdalena Stysiak       | O     | 3 dicembre 2000  | Pro Victoria          |
| 10 | Monika Fedusio          | S     | 6 novembre 1999  | Budowlani Łódź        |
| 11 | Martyna Łukasik         | S     | 26 novembre 1999 | Chemik Police         |
| 12 | Aleksandra Szczygłowska | L     | 22 marzo 1998    | Developres Rzeszów    |
| 15 | Martyna Czyrniańska     | S     | 13 ottobre 2003  | Chemik Police         |
| 23 | Dominika Pierzchała     | C     | 11 marzo 2003    | BKS                   |
| 26 | Katarzyna Wenerska      | P     | 9 marzo 1993     | Developres Rzeszów    |
| 27 | Joanna Pacak            | C     | 9 giugno 1996    | Wrocław               |
| 30 | Olivia Różański         | S     | 5 giugno 1997    | Chieri '76            |
| 62 | Julia Nowicka           | P     | 21 ottobre 1998  | BKS                   |
| 95 | Magdalena Jurczyk       | C     | 25 ottobre 1995  | Developres Rzeszów    |

## Rep. Dominicana
| N° | Nome               | Ruolo | Data di nascita   | Squadra           |
| -- | ------------------ | ----- | ----------------- | ----------------- |
| -  | Marcos Kwiek       | All   | 18 luglio 1967    | Bauru             |
| 2  | Yaneirys Rodríguez | L     | 26 giugno 2000    | -                 |
| 3  | Lisvel Eve         | C     | 10 settembre 1991 | -                 |
| 4  | Vielka Peralta     | S     | 13 aprile 1999    | Hapoël Kfar Saba  |
| 5  | Brenda Castillo    | L     | 5 giugno 1992     | Savino Del Bene   |
| 7  | Niverka Marte      | P     | 19 ottobre 1990   | Jakarta Popsivo   |
| 8  | Alondra Tapia      | O     | 19 maggio 2004    | Furukawa Gakuen   |
| 9  | Angélica Hinojosa  | C     | 10 gennaio 1997   | Levallois         |
| 11 | Geraldine González | C     | 18 aprile 2002    | -                 |
| 12 | Yokaty Pérez       | P     | 6 agosto 1998     | Deportivo Géminis |
| 16 | Yonkaira Peña      | S     | 10 maggio 1993    | Minas             |
| 20 | Brayelin Martínez  | S     | 11 settembre 1996 | Praia Clube       |
| 21 | Jineiry Martínez   | C     | 3 dicembre 1997   | Praia Clube       |
| 23 | Gaila González     | O     | 22 giugno 1997    | Dinamo-Ak Bars    |
| 25 | Larysmer Martínez  | L     | 18 ottobre 1996   | -                 |

## Serbia
| N° | Nome              | Ruolo | Data di nascita   | Squadra                |
| -- | ----------------- | ----- | ----------------- | ---------------------- |
| -  | Giovanni Guidetti | All   | 20 settembre 1972 | VakıfBank              |
| 1  | Bianka Buša       | S     | 25 luglio 1994    | PTT                    |
| 2  | Katarina Lazović  | S     | 12 settembre 1999 | Çukurova               |
| 3  | Minja Osmajić     | C     | 12 febbraio 2003  | Jedinstvo Stara Pazova |
| 4  | Bojana Živković   | P     | 29 marzo 1988     | Leningradka            |
| 5  | Mina Popović      | C     | 17 settembre 1994 | Galatasaray            |
| 7  | Ana Jakšić        | P     | 10 marzo 1998     | Volero Le Cannet       |
| 8  | Slađana Mirković  | P     | 7 ottobre 1995    | Alba-Blaj              |
| 9  | Aleksandra Uzelac | S     | 27 luglio 2004    | Železničar Lajkovac    |
| 10 | Maja Ognjenović   | P     | 6 agosto 1984     | Eczacıbaşı             |
| 11 | Hena Kurtagić     | C     | 27 agosto 2004    | TENT                   |
| 12 | Teodora Pušić     | L     | 12 marzo 1993     | Rapid Bucarest         |
| 13 | Ana Bjelica       | O     | 3 aprile 1992     | Târgoviște             |
| 14 | Maja Aleksić      | C     | 6 giugno 1997     | Megavolley             |
| 15 | Jovana Stevanović | C     | 30 giugno 1992    | Pro Victoria           |
| 16 | Aleksandra Jegdić | L     | 9 ottobre 1994    | Potsdam                |
| 18 | Tijana Bošković   | O     | 8 marzo 1997      | Eczacıbaşı             |
| 19 | Bojana Milenković | S     | 6 marzo 1997      | Alba-Blaj              |
| 20 | Jovana Zelenović  | O     | 13 giugno 2004    | Jedinstvo Stara Pazova |
| 22 | Sara Lozo         | S     | 29 aprile 1997    | Saitama Ageo Medics    |
| 33 | Jovana Cvetković  | S     | 25 marzo 2002     | TENT                   |

## Stati Uniti
| N° | Nome                 | Ruolo | Data di nascita   | Squadra            |
| -- | -------------------- | ----- | ----------------- | ------------------ |
| -  | Karch Kiraly         | All   | 3 novembre 1960   | -                  |
| 1  | Micha Hancock        | P     | 10 novembre 1992  | Megavolley         |
| 3  | Kendall White        | L     | 7 luglio 1997     | Terville Florange  |
| 4  | Justine Wong-Orantes | L     | 6 ottobre 1995    | Béziers            |
| 5  | Alexandra Frantti    | S     | 3 marzo 1996      | Casalmaggiore      |
| 6  | Morgan Hentz         | L     | 27 luglio 1998    | Athletes Unlimited |
| 7  | Lauren Carlini       | P     | 28 febbraio 1995  | Casalmaggiore      |
| 8  | Brionne Butler       | C     | 29 gennaio 1999   | Chieri '76         |
| 11 | Andrea Drews         | O     | 25 dicembre 1993  | Megavolley         |
| 12 | Jordan Thompson      | O     | 5 maggio 1997     | Pro Victoria       |
| 14 | Anna Stevenson       | C     | 7 agosto 1999     | Cuneo Granda       |
| 15 | Haleigh Washington   | C     | 22 settembre 1995 | Savino Del Bene    |
| 16 | Dana Rettke          | C     | 21 gennaio 1999   | Pro Victoria       |
| 18 | Kara Bajema          | S     | 24 marzo 1998     | VakıfBank          |
| 20 | Danielle Cuttino     | O     | 22 giugno 1996    | Toyota Queenseis   |
| 22 | Kathryn Plummer      | S     | 16 ottobre 1998   | Imoco              |
| 23 | Kelsey Robinson      | S     | 25 giugno 1992    | Imoco              |
| 24 | Chiaka Ogbogu        | C     | 15 aprile 1995    | VakıfBank          |
| 25 | Brooke Nuneviller    | S     | 25 gennaio 2000   | Nilüfer            |
| 26 | Asjia O'Neal         | C     | 23 ottobre 1999   | Texas              |
| 27 | Avery Skinner        | S     | 25 aprile 1999    | Béziers            |
| 28 | Ashley Evans         | P     | 23 dicembre 1994  | PTSV Aachen        |
| 29 | Khalia Lanier        | S     | 19 settembre 1998 | Bergamo 1991       |
| 31 | Veronica Jones       | S     | 20 gennaio 1997   | Rio de Janeiro     |
| 36 | Madeleine Gates      | C     | 30 ottobre 1998   | RC Cannes          |

## Thailandia
| N° | Nome                     | Ruolo | Data di nascita  | Squadra            |
| -- | ------------------------ | ----- | ---------------- | ------------------ |
| -  | Danai Sriwacharamaytakul | All   | 5 ottobre 1970   | -                  |
| 1  | Wipawee Srithong         | S     | 28 gennaio 1999  | Ninh Bình          |
| 2  | Piyanut Pannoy           | L     | 10 novembre 1989 | Sisaket            |
| 3  | Pornpun Guedpard         | P     | 5 maggio 1993    | Rapid Bucarest     |
| 4  | Chitaporn Kamlangmak     | C     | 17 marzo 1996    | Nakhon Ratchasima  |
| 5  | Thatdao Nuekjang         | C     | 3 febbraio 1994  | JT Marvelous       |
| 12 | Hattaya Bamrungsuk       | C     | 12 agosto 1993   | Toyota Queenseis   |
| 14 | Sutadta Chuewulim        | S     | 19 dicembre 1992 | Supreme Chonburi   |
| 15 | Soraya Phomla            | P     | 6 agosto 1992    | Supreme Chonburi   |
| 16 | Pimpichaya Kokram        | O     | 16 giugno 1998   | Kurobe AquaFairies |
| 17 | Sasipapron Janthawisut   | S     | 10 giugno 1997   | Thái Bình          |
| 18 | Ajcharaporn Kongyot      | S     | 18 giugno 1995   | Sarıyer            |
| 19 | Chatchu-on Moksri        | S     | 11 giugno 1999   | Sarıyer            |
| 20 | Supattra Pairoj          | L     | 27 giugno 1990   | Sisaket            |
| 21 | Thanacha Sooksod         | O     | 26 maggio 2000   | Okayama Seagulls   |
| 23 | Sirima Manakij           | P     | 11 gennaio 1991  | Nakhon Ratchasima  |
| 24 | Tichakorn Boonlert       | C     | 21 marzo 2001    | Diamond Food       |
| 99 | Jarasporn Bundasak       | C     | 1º marzo 1993    | Nakhon Ratchasima  |

## Turchia
| N° | Nome               | Ruolo | Data di nascita   | Squadra     |
| -- | ------------------ | ----- | ----------------- | ----------- |
| -  | Daniele Santarelli | All   | 8 giugno 1981     | Imoco       |
| 1  | Gizem Örge         | L     | 26 aprile 1993    | Fenerbahçe  |
| 2  | Simge Aköz         | L     | 23 aprile 1991    | Eczacıbaşı  |
| 3  | Cansu Özbay        | P     | 17 ottobre 1996   | VakıfBank   |
| 4  | Melissa Vargas     | O     | 16 ottobre 1999   | Fenerbahçe  |
| 5  | Ayça Aykaç         | L     | 27 febbraio 1996  | VakıfBank   |
| 6  | Kübra Akman        | C     | 13 ottobre 1994   | VakıfBank   |
| 7  | Hande Baladin      | S     | 1º settembre 1997 | Eczacıbaşı  |
| 8  | Yasemin Güveli     | C     | 5 gennaio 1999    | Eczacıbaşı  |
| 9  | Meliha İsmailoğlu  | S     | 17 settembre 1993 | Fenerbahçe  |
| 11 | Derya Cebecioğlu   | S     | 24 ottobre 2000   | VakıfBank   |
| 12 | Elif Şahin         | P     | 19 gennaio 2001   | Eczacıbaşı  |
| 14 | Eda Erdem          | C     | 22 giugno 1987    | Fenerbahçe  |
| 16 | Saliha Şahin       | S     | 5 novembre 1998   | Eczacıbaşı  |
| 18 | Zehra Güneş        | C     | 7 luglio 1999     | VakıfBank   |
| 19 | Aslı Kalaç         | C     | 13 dicembre 1995  | Fenerbahçe  |
| 22 | İlkin Aydın        | S     | 5 gennaio 2000    | Galatasaray |
| 99 | Ebrar Karakurt     | O     | 17 gennaio 2000   | AGIL        |